# 神秘家列伝
『神秘家列伝』（しんぴかれつでん）は、水木しげるによる日本の漫画。

## 概要
1997年から2004年にかけて季刊誌『怪』（角川書店）に連載された。古今東西の「神秘家」を題材に、一話完結で描く伝記漫画のシリーズ。一見、本作の「神秘家」たちに共通項はないが、どの人物も「水木しげるに影響を与えた先達」という点で共通している。また、水木曰く「神秘家列伝」は変わり者の一団であり、個性のまま強力に生きる心臓の強い一団だと述べている。
多くは水木が作中に登場して司会進行を務めるが、他にもねずみ男や山田（メガネ出っ歯）が案内役となる場合もある。
2000年から角川書店より単行本が刊行されるが、6話分の未収録を残したまま現在に至る。その後、2004年から文庫版が刊行され、件の6話分を含め全作品が収録される。ただし一部発表順の収録ではなく、最終話に当たる「平田篤胤」の回が最終巻の「其ノ四」ではなく「其ノ参」に収録されている。2014年刊行の『水木しげる漫画大全集』では、初めて全話発表順に収録された。

## 各話あらすじ

### スウェーデンボルグ
1997年、「怪」第零号
今から300年ほど前に生まれた「スウェーデンボルグ」は、数学、天文学、機械工学、鉱山学などで多大な業績を残す。そして、霊魂の探求のために解剖学や生理学も学び始め、ある夜イエス・キリストを幻視する。数々の霊的体験を経たスウェーデンボルグは、霊界を覗く事が出来るようになり様々なものを目撃。以来、生涯に渡り霊界の様子を原稿に書き残していく。

### ミラレパ
1998年、「怪」第壱号
1052年に生まれた「ミラレパ」は、叔父と叔母に遺産を奪われ、奴隷のような扱いを受け惨めな生活を強いられる。成長したミラレパは黒魔術を修得、叔父の長男夫婦を含めた村人35人を呪い殺し、「雹嵐の術」で村の農作物を全滅させ復讐を果たす。しかし、罪悪感に苛まれたミラレパは真の法を修める事を決意し、ラマ「マルパ」の下で修行を開始。やがて、多くの信者と弟子を得るようになる。

### マカンダル
1998年、「怪」第弐号
これは「ブードゥー教」の成立に関わる、「フランソワ・マッカンダル」についての話。マカンダルは植民地時代の奴隷として、現代のハイチへ連行される。そこで黒人奴隷たちは残酷な労働を強いられており、彼らの心の拠り所は故郷に伝わるブードゥーを密かに信仰する事だった。やがて、白人に対しての怒りをオウンガン（神官）であるマカンダルへ結集させ、遂に奴隷達は蜂起する。

### 明恵
1998年、「怪」第参号
1173年に生まれた「明恵」は16歳で剃髪・出家し東大寺の戒壇院で法師となり、3年後の19歳になった時から不思議な夢を見るようになる。以来、亡くなる60歳までの40年間に渡り自分が見た夢を記し「夢記」という本を残す。また、明恵は23歳の時に紀州の白上の峰で修行を始めるが、その最中に淫らな夢を見たことに憤慨し自らの耳を切り取ってしまう。

### 安倍晴明
1999年、「怪」第四号
陰陽師の第一人者である「安倍晴明」は921年に生まれるが、50歳頃までの記録がほぼ空白であり、残された逸話も伝説的な話が多い。晴明は相手の悩みを占い、筋道をたてて説明する「推条」で名をあげてゆく。また、藤原道長や蔵人の少将への呪詛を防ぐなど、式神や呪詛返し等にも長けていた。さらに晴明は陰陽道の主神である泰山府君の祭りにより、死者を蘇生させたとも言われている。

### 長南年恵
1999年、「怪」第伍号
明治時代「長南年恵」は絶食絶飲を14年間続けるが健康状態は良く、いくつになっても非常に容姿が若かったという。また、年恵が祈ると数十本の空き瓶に霊水が湧き、飲めば万病に効くと人々の評判になる。だが、こういった事が新聞に報道されるようになると、突然逮捕され裁判で力を証明する事になってしまう。年恵は裸で部屋に入れられつつも、見事に空き瓶に霊水を満たし裁判長を驚かす。

### コナン・ドイル
1999年、「怪」第六号
「アーサー・コナン・ドイル」はエジンバラ大学で医学を学び独立するが振るわず、患者を待つ時間に多くの小説を書くようになり、かの「シャーロック・ホームズシリーズ」が誕生する。一方でドイルは徐々に心霊主義に傾倒、自動書記や妖精の写真にものめり込み、心霊主義に纏わる多くの講演や執筆を始める。

### 宮武外骨
1999年、「怪」第七号
「宮武外骨」は政治や権力を風刺・批判した多くの新聞・雑誌を発行し、幾度も罰金や発禁処分を受ける。明治22年（1889年）には『頓智協会雑誌』で大日本帝国憲法発布を風刺、天皇を骸骨に見立てた事が不敬罪に問われ3年間入獄する。その後も筆禍で2度入獄するが、やがて外骨は生涯最大の遺産とも言うべき「明治新聞雑誌文庫」の設立に没頭し始める。

### 出口王仁三郎
2000年、「怪」第八号
明治4年（1871年）に上田喜三郎として生まれた「出口王仁三郎」は、「小松林命」のお告げで綾部に向かい「出口直」に出会う。直を教祖とし「金明会」（後の大本）という教団を発足。喜三郎は「出口王仁三郎」と名乗り、教団の勢いは急速に発展する。やがて、政府による宗教弾圧「大本事件」が起こるが、間もなく王仁三郎は大予言書「霊界物語」の口述を開始する。

### 役小角
2000年、「怪」第九号
634年生まれの「役小角」は、修行の最中に仏の世界に導かれ、人間から仏の身へと変身を遂げる。小角は神通力を得て、多くの人々の悩みを解決してゆく。また、前鬼・後鬼を始め多くの鬼を従えるようになり、葛城山と金峯山との間に岩橋を架けるよう命じる。架橋工事の邪魔をした一言主神は小角に成敗され、恨んだ一言主神は神官に乗り移り、小角の謀反を訴えるようになる。

### 井上円了
2000年、「怪」第拾号
「井上円了」は明治14年（1881年）に上京し東京大学哲学科に入学。卒業後は哲学思想の普及を目的に「哲学館（現東洋大学）」を創立。以降、円了は多くの著作を出版する。そして、明治24年には「妖怪研究会」を設立し、迷信打破のために妖怪の研究を始める。円了は実地調査に北海道から沖縄まで歩き、世間から「お化け博士」と渾名されるようになる。

### 仙台四郎
2001年、「怪」vol.0011
仙台の町には、あちこちの店に「ある男」の写真が飾られている。この人物こそ仙台の福の神「仙台四郎」。安政元年（1854年）生まれの四郎は、幼少期の事故が原因で知能の発達が遅れてしまう。以来、四郎は町を徘徊する様になるが、四郎が寄る店は繁盛すると噂が広まり「福の神」と呼ばれるようになる。兄の太郎は言う「福の神だなんだと言われているが、四郎は純粋なだけなんだ。」と。

### 天狗小僧寅吉
2001年、「怪」vol.0012
文化9年（1812年）、「寅吉」は五条天神で壺の中を自由に出入りする不思議な老人に出会う。老人は「杉山僧正」と名乗る天狗で、親しくなった寅吉は長年に渡り老人の下で天狗の修行を積む。寅吉の占いはよく当たると評判で、世間から「天狗小僧」と呼ばれるようになる。そして、噂を聞いた山崎美成や平田篤胤が寅吉を熱心に研究し始める。

### 駿府の安鶴
2002年、「怪」vol.0013
文化8年（1811年）、駿府の安西で生まれた鶴蔵は、略して「安鶴」と呼ばれるようになる。本業は左官だが多芸多才で力も強く、駿府では有名人だった。ある日、安鶴は仕事場に現れた狐をコテ板で殴り飛ばす。後日、友人の政蔵の家に寄ると女房のおしんが逃げ出してしまう。件の狐がおしんに憑いている事を知った安鶴は、狐と証文を交わす事に。

### 柳田国男
2003年、「怪」vol.0014
「柳田国男」は幼少時に目の当りにした、飢饉、狐憑き、間引き絵などに強い関心を持つ様になる。その後、農政学を学び農商務省に勤務。農村の研究で各地を廻る中で、古い慣習などを多く知る。また、佐々木喜善と知り合い遠野の怪談や民話の蒐集を開始。「遠野物語」を発表し、多くの文学者から高い評価を得るようになる。

### 泉鏡花
2003年、「怪」vol.0015
明治6年（1873年）に生まれた「泉鏡花」は尾崎紅葉の小説に感銘を受け小説家を志すようになり、18歳の時に弟子入りを果たす。その後「夜行巡査」「外科室」が好評を博し一躍新進作家となり、多くの作品を執筆。一方で鏡花は異常な程の潔癖症であり、怖がりで雷恐怖症でもあったが、化物や幽霊は大好きで多くの怪奇小説を発表する。

### 平田篤胤
2004年、「怪」vol.0016
安永5年（1776年）生まれの「平田篤胤」は、平田国学の第一歩となる「呵妄書」を発表、学者としての地位を築いていく。篤胤は旺盛に活動を続け、神仙、幽界の研究、篤胤の国学神道など学問の成果が広まり、民間においても人気を得るようになる。だが、幕府の取締りが厳しくなり、天保12年に今後の著述禁止と江戸退去を命じられてしまう。

## 単行本
- 『神秘家列伝』全3巻（角川書店）
  - 其ノ壱 2000年08月01日発行 ISBN 4048836323
  - 其ノ弍 2000年10月30日発行 ISBN 4048836455
  - 其ノ参 2001年07月04日発行 ISBN 4048836773
- 角川ソフィア文庫『神秘家列伝』全4巻（角川書店）
  - 其ノ壱 2004年07月24日発行 ISBN 9784041929087
  - 其ノ弐 2004年10月25日発行 ISBN 9784041929094
  - 其ノ参 2005年01月25日発行 ISBN 9784041929100
  - 其ノ四 2005年07月25日発行 ISBN 9784041929117
- 『水木しげる漫画大全集 神秘家列伝』全3巻（講談社）
  - 上、2014年4月、ISBN 978-4-06-377530-3
  - 中、2014年5月、ISBN 978-4-06-377531-0
  - 下、2014年6月、ISBN 978-4-06-377532-7